# 박창헌
박창헌(朴昌憲, 1985년 12월 12일 ~ )은 대한민국의 축구선수이다.
2011년 K리그 승부조작 사건에 연루되어 한국프로축구연맹으로부터 영구제명 처분을 받았으나, 2013년 영구제명 징계 조치가 해제되어 축구계에 복귀하였다.

## 학력
- 동국대학교
- 서울체육고등학교
- 경신중학교